# لوك هال
لوك هال (بالإنجليزية: Luke Hall)‏ هو سياسي بريطاني، ولد في 8 يوليو 1986 في المملكة المتحدة. حزبياً، نشط في حزب المحافظين. وقد في الانتخابات العامة في المملكة المتحدة 2015، انتخب عضو برلمان المملكة المتحدة الـ56 عن دائرة Thornbury and Yate (UK Parliament constituency) ‏ وقد انضم خلال فترته النيابية ‏ (8 مايو 2015 – 3 مايو 2017) للكتلة البرلمانية حزب المحافظين وفي الانتخابات التشريعية البريطانية 2017، انتخب عضو برلمان المملكة المتحدة الـ57 عن دائرة Thornbury and Yate (UK Parliament constituency) ‏ وقد انضم خلال فترته النيابية ‏ (8 يونيو 2017 – ) للكتلة البرلمانية حزب المحافظين.